# Liste d'œuvres d'Andrea Mantegna
La liste d'œuvres d'Andrea Mantegna présente, dans la mesure du possible et dans l'état actuel des connaissances, un panorama chronologique en images des peintures, fresques, dessins et gravures du peintre renaissant Andrea Mantegna (1431-1506), qui vécut principalement à Padoue puis Mantoue.

## Œuvre peint
| Image | Titre                                                                                 | Année            | Caractéristiques                                    | Pays            | Ville                 | Lieu de conservation                    |
| ----- | ------------------------------------------------------------------------------------- | ---------------- | --------------------------------------------------- | --------------- | --------------------- | --------------------------------------- |
|       | Saint Marc                                                                            | 1447 - 1448 env. | Tempera à la caséine sur toile, 82 × 63,7 cm        | Allemagne       | Francfort-sur-le-Main | Museum Städel                           |
|       | Saint Jérôme dans le désert                                                           | 1448 - 1451 env. | Tempera sur bois, 48 × 36 cm                        | Brésil          | São Paulo.            | Musée d'Art de São Paulo                |
|       | Retable de saint Luc                                                                  | 1453 - 1454      | Tempera sur bois, 177 × 230 cm                      | Italie          | Milan                 | Pinacothèque de Brera                   |
|       | La Vierge à l'Enfant entre saint Jérôme et saint Louis de Toulouse                    | 1455 env.        | Tempera sur bois, 69 × 44 cm                        | France          | Paris                 | Musée Jacquemart-André                  |
|       | La Mort de la Vierge                                                                  | 1461             | Tempera et or sur bois, 54 × 42 cm                  | Espagne         | Madrid                | Musée du Prado                          |
|       | La Présentation au Temple                                                             | 1460             | Tempera sur bois, 67 × 86 cm                        | Allemagne       | Berlin                | Staatliche Museen                       |
|       | Retable de San Zeno                                                                   | 1457 - 1460      | Tempera sur bois, 480 × 450 cm                      | Italie          | Vérone                | Basilique San Zeno                      |
|       | Saint Sébastien (Vienne)                                                              | 1456 - 1459      | Tempera sur bois, 68 × 30 cm                        | Autriche        | Vienne                | Kunsthistorisches Museum                |
|       | Saint Sébastien (Le Louvre)                                                           | 1480             | Tempera sur toile 255 × 140 cm                      | France          | Paris                 | Musée du Louvre                         |
|       | Saint Sébastien (Venise)                                                              | 1490             | Tempera sur panneau 68 × 30 cm                      | Italie          | Venise                | Ca' d'Oro                               |
|       | Saint Georges                                                                         | 1460             | Tempera sur panneau 66 × 32 cm                      | Italie          | Venise                | Gallerie dell'Accademia                 |
|       | Triptyque des Offices - La Circoncision de Jésus - La Présentation au temple (détail) | 1461             | Tempera et or sur bois 86 × 42,5 cm,                | Italie          | Florence              | Galerie des Offices                     |
|       | Triptyque des Offices - L'Adoration des mages (détail)                                | 1461             | Tempera et or sur bois 76 × 76,5 cm,                | Italie          | Florence              | Galerie des Offices                     |
|       | Triptyque des Offices - L'Ascension (détail)                                          | 1461             | Tempera et or sur bois 86 × 42,5 cm                 | Italie          | Florence              | Galerie des Offices                     |
|       | La Chambre des Époux (Voûte et faux oculus)                                           | 1465 - 1474      | Fresque                                             | Italie          | Mantoue               | Castello San Giorgio                    |
|       | La Chambre des Époux (Mur della corte)                                                | 1465 - 1474      | Fresque                                             | Italie          | Mantoue               | Castello San Giorgio                    |
|       | La Chambre des Époux (Mur dell'incontro)                                              | 1465 - 1474      | Fresque                                             | Italie          | Mantoue               | Castello San Giorgio                    |
|       | La Vierge à l'Enfant                                                                  | 1490 - 1505      | Tempera à l'œuf sur toile 139,1 × 116,8 cm          | Grande-Bretagne | Londres               | National Gallery                        |
|       | La Vierge aux chérubins                                                               | 1485             | Tempera sur bois 88 × 70 cm                         | Italie          | Milan                 | Pinacothèque de Brera                   |
|       | Jules César sur le char triomphal                                                     | 1484 - 1492      | Tempera à la colle sur toile 268 × 278 cm.          | Grande-Bretagne | Londres               | Royal Collection - Hampton Court Palace |
|       | La Lamentation sur le Christ mort                                                     | 1480             | Tempera à la colle sur toile 68 × 81 cm,            | Italie          | Milan                 | Pinacothèque de Brera                   |
|       | La Madone de la carrière                                                              | 1489             | Tempera sur bois 32 × 29,6 cm                       | Italie          | Florence              | Galerie des Offices                     |
|       | La Vierge de la Victoire                                                              | 1495 - 1496      | Tempera sur toile 280 × 166 cm                      | France          | Paris                 | Musée du Louvre                         |
|       | Minerve chassant les Vices du jardin de la Vertu                                      | 1499 - 1502      | Tempera sur toile 160 × 192 cm                      | France          | Paris                 | Musée du Louvre                         |
|       | Le Parnasse                                                                           | 1497             | Tempera sur toile 159 × 192 cm                      | France          | Paris                 | Musée du Louvre                         |
|       | Retable Trivulzio                                                                     | 1497             | Tempera à la colle et à l'or sur toile 287 × 214 cm | Italie          | Milan                 | Castello Sforzesco                      |
|       | La Descente dans les limbes                                                           | 1470 - 1475      | Tempera et or sur toile 38,8 × 42,3 cm              | États-Unis      | New York              | The Frick Collection                    |
|       | Ecce Homo                                                                             | 1500             | Tempera et or sur toile 54 × 42 cm                  | France          | Paris                 | Musée Jacquemart-André                  |
|       | Le Christ mort soutenu par deux anges                                                 | 1489             | Tempera sur toile 78 × 48 cm                        | Danemark        | Copenhague            | Statens Museum for Kunst                |
|       | L'Agonie dans le jardin                                                               | 1458-1460        | Tempera sur bois, 62,9 × 80 cm                      | Royaume-Uni     | Londres               | National Gallery                        |

### Ouvrages consultés
- (it) Tatjana Pauli, Mantegna, Milan, Leonardo Arte, coll. « Art Book », 2001 (ISBN 978-8883101878)
- Giovanni Agosti et Dominique Thiébaut (trad. de l'anglais), Mantegna (1431-1506), Paris, Louvre éditions, 2008, 479 p. (ISBN 978-2-7541-0310-7)